# Dimitris Christofias
Dimitris Christofias (řecky Δημήτρης Χριστόφιας; 29. srpna 1946 Kato Dikomo, Britský Kypr – 21. června 2019) byl levicový kyperský politik a v letech 2008–2013 prezident Kyperské republiky. Dále byl generálním tajemníkem Pokrokové strany pracujícího lidu (AKEL), marxistické a eurokomunistické strany, a předsedou tamní Sněmovny. Podporoval uzavření britských vojenských základen na Kypru.
Byl ženatý, měl tři děti.

## Mládí a studia
Narodil se 29. srpna 1946 ve vesnice Dhikomo v Kyrenii. Brzy se připojil k nejlevicovějším politikům a názorům a zastával několik funkcí v mládežnickém hnutí AKELu. Jeho otec, který zemřel v roce 1987, byl člen strany PEO.
V roce 1964 vystudoval střední školu.
Ve čtrnácti letech vstoupil do pokrokové organizace středoškoláků PEOM, v 18 letech vstoupil do EDON (Spojená demokratická mládež AKELu) a do AKELu. V roce 1969, na pátém sjezdu EDONu, byl zvolen členem ústředního výboru.
Dimitris Christofias studoval na Institutu sociálních studií a na Akademii sociálních studií v Moskvě mezi lety 1969 a 1974, kde získal diplom a titul doktora (historie). V Moskvě se také poprvé setkal se svou budoucí manželkou, Elsie Chiratuovou. Po studiích se vrátil na Kypr, aby pokračoval v politickém životě. O pádu Sovětského svazu se později vyjádřil jako o zločinu pro lidskosti.

## Stranický vzestup
V roce 1977 byl zvolen na post generálního tajemníka EDONu, kde vydržel do roku 1987. V roce 1976 byl zvolen členem okresní organizace AKELu v Nikósii-Kyrenii a v roce 1982 – na patnáctém sjezdu AKELu – byl zvolen členem ústředního výboru strany.
V červenci 1986 byl zvolen alternativním členem politického odboru ústředního výboru a po 16. sjezdu byl zvolen plnoprávným členem odboru. V roce 1987 (poté, co zakončil činnost generálního tajemníka EDONu) byl zvolen členem sekretariátu ústředního výboru. V dubnu 1988, po smrti Ezekia Papaioannua, byl zvolen generálním tajemníkem AKELu; tento post zastával do roku 2009.

## Politické funkce
Dimitris Christofias byl poprvé zvolen poslancem v roce 1991 a znovuzvolen v následujících volbách v letech 1996 a 2001. 7. června 2001 byl zvolen předsedou Sněmovny, tento post obhájil v roce 2006. Ve funkci generálního tajemníka AKELu a předsedy Sněmovny byl také členem Národní rady, nejvyššího poradního orgánu prezidenta republiky.

## Prezidentské volby 2008
První kolo prezidentských voleb se konalo 17. února a zúčastnili se ho tři kandidáti – Christofias, Ioannis Kasulides z DISY a nestraník Tassos Papadopulos – kteří zaznamenali velmi podobný volební výsledek. Christofias skončil druhý s 33,3 % hlasů za Kasulidem s 33,5 % hlasů. Druhé kolo se konalo za účasti Christofiase a Kasulidem 24. února. V něm získal Christofias 53,37 % hlasů. Po tomto úspěchu se Christofias zavázal, že obnoví dialog o řešení sjednocení ostrova. Oslavy jeho zvolení se neobešly bez vlajek Kypru i těch s podobiznou Che Guevary.
V živé televizní debatě 22. února 2008 Christofias rezolutně odmítl názory, že hodlá přeměnit Kypr v druhou Kubu. Otázku, zda považuje Fidela Castra za hrdinu, označil za vysoce provokativní.
První komunistický prezident složil prezidentskou přísahu na ceremonii ve Sněmovně 28. února 2008, při této příležitosti řekl, že „řešení kyperského problému bude hlavní prioritou mé vlády“. Dále – přestože je komunistou – oznámil, že volný trh nechá zachován. Zatímco se pozornost upírala na Christofiasovo komunistické smýšlení a vzdělání v sovětské Moskvě, obyvatelé ostrova se více zaměřovali na avizované řešení dlouhotrvajícího rozdělení Kypru (od roku 1974).

## Vyznamenání
- velká čestná dekorace ve zlatě na stuze Čestného odznaku Za zásluhy o Rakouskou republiku – 2007[1]
- Puškinova medaile – Rusko, 2007 – za jeho přínos k rozvoji přátelství mezi Ruskem a Kyprem a za podporu ruštiny a ruského jazyka[2][3]
- velkokříž Řádu Spasitele – Řecko, 2008
- Řád José Martího – Kuba, 28. září 2009[4]
- velkokříž s řetězem Řádu Pia IX. – Vatikán, 2010 – udělil papež Benedikt XVI.[2]
- Řád přátelství – Rusko, 30. srpna 2010 – udělil prezident Dmitrij Medveděv za velký osobní přínos k rozvoji rusko-kyperských vztahů[2][5]
- Řád knížete Jaroslava Moudrého I. třídy – Ukrajina, 4. července 2011 – udělil prezident Viktor Janukovyč za důležitý přínos k rozvoji bilaterálních vztahů mezi Kyprem a Ukrajinou[6]
- řetěz Maltézského záslužného řádu – Suverénní řád maltézských rytířů, 25. října 2012[7]
- Řád Srbské republiky II. třídy – Srbsko, 2013 – za zásluhy o rozvoj a posílení mírové spolupráce a přátelských vztahů mezi Srbskem a Kyprem